# Clerodendrum oblongifolium
Clerodendrum oblongifolium là một loài thực vật có hoa trong họ Hoa môi. Loài này được Kochummen mô tả khoa học đầu tiên năm 1978.